# 牛石镇
牛石镇，是中华人民共和国四川省乐山市沙湾区下辖的一个乡镇级行政单位。2019年12月，将原铜茨乡安池村、营业村所属行政区域划归牛石镇管辖。

## 行政区划
牛石镇下辖以下地区：
牛石社区、豆地坪村、朝山村、油堰村、喻坝村、利农村、骑龙村、邓坪村和白云村。